# 1722 en science
| Années de la science : 1719 - 1720 - 1721 - 1722 - 1723 - 1724 - 1725    |
| Décennies de la science : 1690 - 1700 - 1710 - 1720 - 1730 - 1740 - 1750 |

Cet article présente les faits marquants de l'année 1722 en science.

## Événements
- 6 avril : l'explorateur néerlandais Jakob Roggeveen découvre l'Île de Pâques[1].

- George Graham met au point le pendule compensateur au mercure, véritable origine des chronomètres[2].

## Publications
- René-Antoine Ferchault de Réaumur : L'Art de convertir le fer forgé en acier et l'art d'adoucir le fer fondu.
- Willem 's Gravesande : Essai d'une nouvelle théorie du choc des corps fondée sur l’expérience.
- Abraham de Moivre : De Sectione Anguli, Philosophical Transactions. Il y expose la formule qui porte son nom[3].

## Naissances

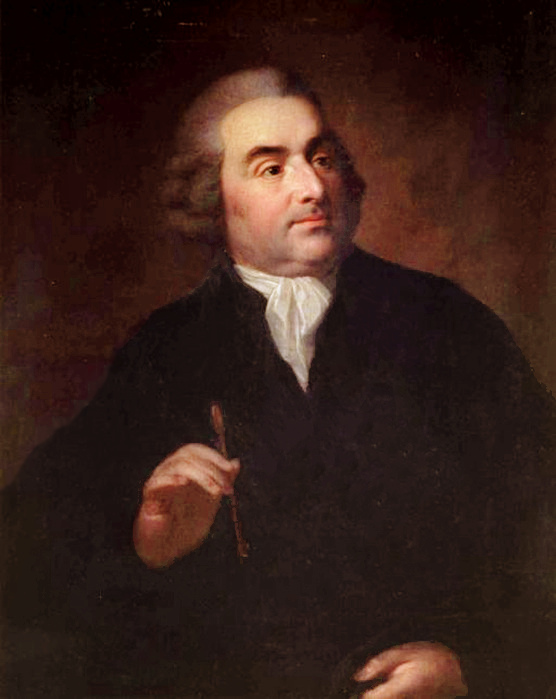
Petrus Camper

- 3 janvier : Fredric Hasselquist (mort en 1752), botaniste suédois.
- 28 janvier : Guillaume de Saint-Jacques de Silvabelle (mort en 1801), mathématicien et astronome français.
- 14 février : Georg Christian Füchsel (mort en 1773), géologue allemand.
- 9 mars : Jacques Montet (mort en 1782), chimiste français.
- 23 mars : Jean Chappe (mort en 1769), astronome français.
- 4 avril : Domenico Troili (mort en 1792), abbé, jésuite et astronome italien[4].
- 11 mai : Petrus Camper (mort en 1789), médecin, naturaliste et biologiste hollandais.
- 19 novembre : Leopold Auenbrugger (mort en 1809), médecin autrichien.
- 1er septembre : Étienne-Hyacinthe de Ratte (mort en 1805), astronome et mathématicien français[5].
- 23 décembre : Axel Frederik Cronstedt (mort en 1765), chimiste et  minéralogiste suédois.

## Décès
- 20 mai : Sébastien Vaillant (né en 1669), botaniste français.
- Robert Sibbald (né en 1641), médecin, naturaliste et géographe écossais.
- 23 décembre : Pierre Varignon (né en 1654), mathématicien et physicien français, connu pour sa démonstration de la règle de composition des forces concourantes énoncée par Simon Stevin en 1688, et pour sa formalisation des définitions de la vitesse instantanée et de l'accélération (communications à l'académie des sciences en 1698 et 1700).